# Place de la Porte-de-Champerret
La place de la Porte-de-Champerret est une voie du 17e arrondissement de Paris, en France.

## Situation et accès

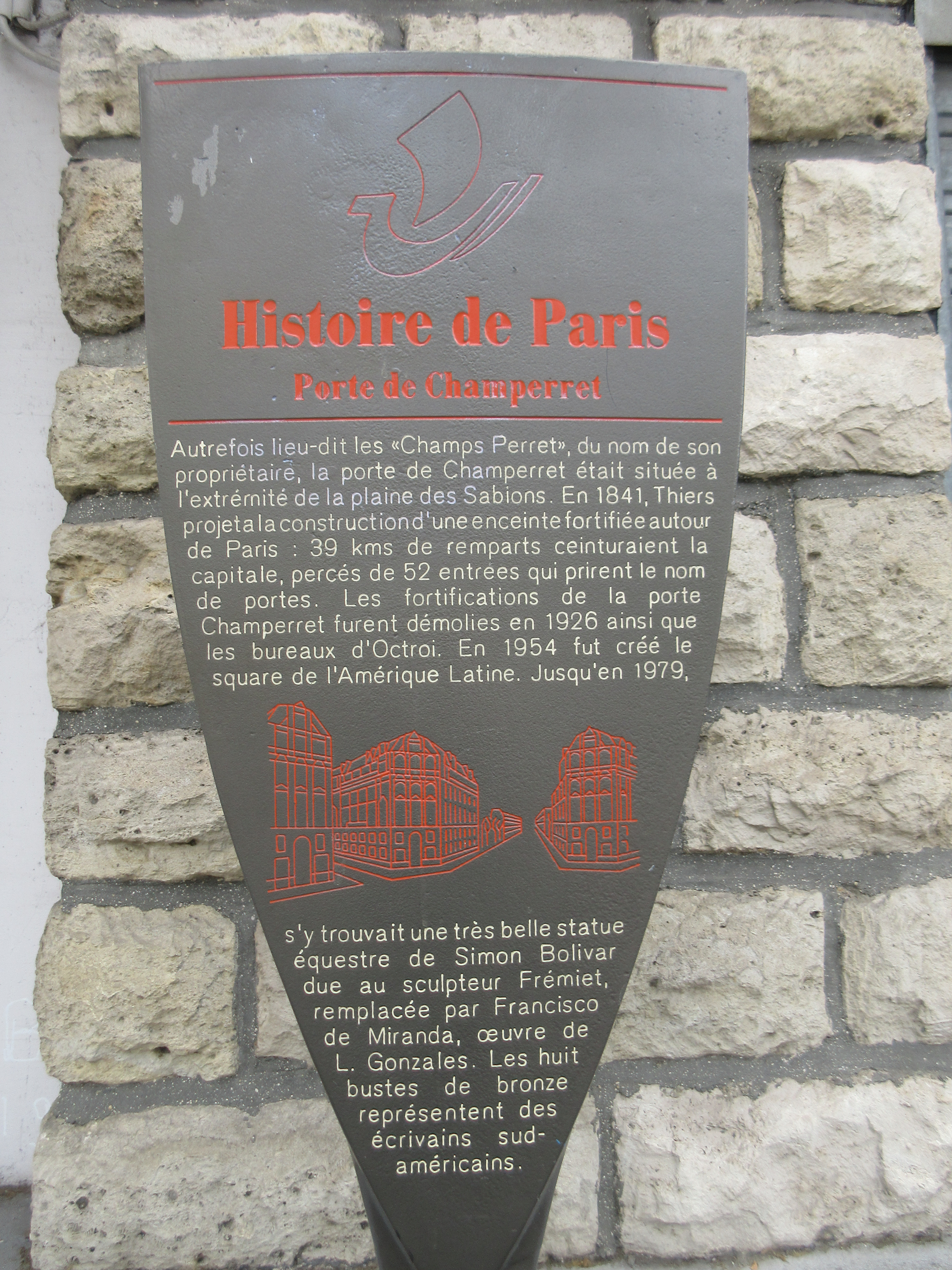
Panneau Histoire de Paris
« Porte de Champerret ».

La place de la Porte-de-Champerret est une voie située dans le 17e arrondissement de Paris. Elle débute au 8, boulevard Gouvion-Saint-Cyr et 14, avenue Stéphane-Mallarmé et se termine au 25, boulevard de la Somme. Elle donne accès au square de l'Amérique-Latine.

## Origine du nom
Son nom provient d'un propriétaire, Jean-Jacques Perret, qui tenta une opération de lotissement de Levallois-Perret en 1822.

## Historique
La place a été créée et a pris sa dénomination actuelle en 1926 entre les bastions nos 48 et 49 de l'enceinte de Thiers.

## Bâtiments remarquables et lieux de mémoire

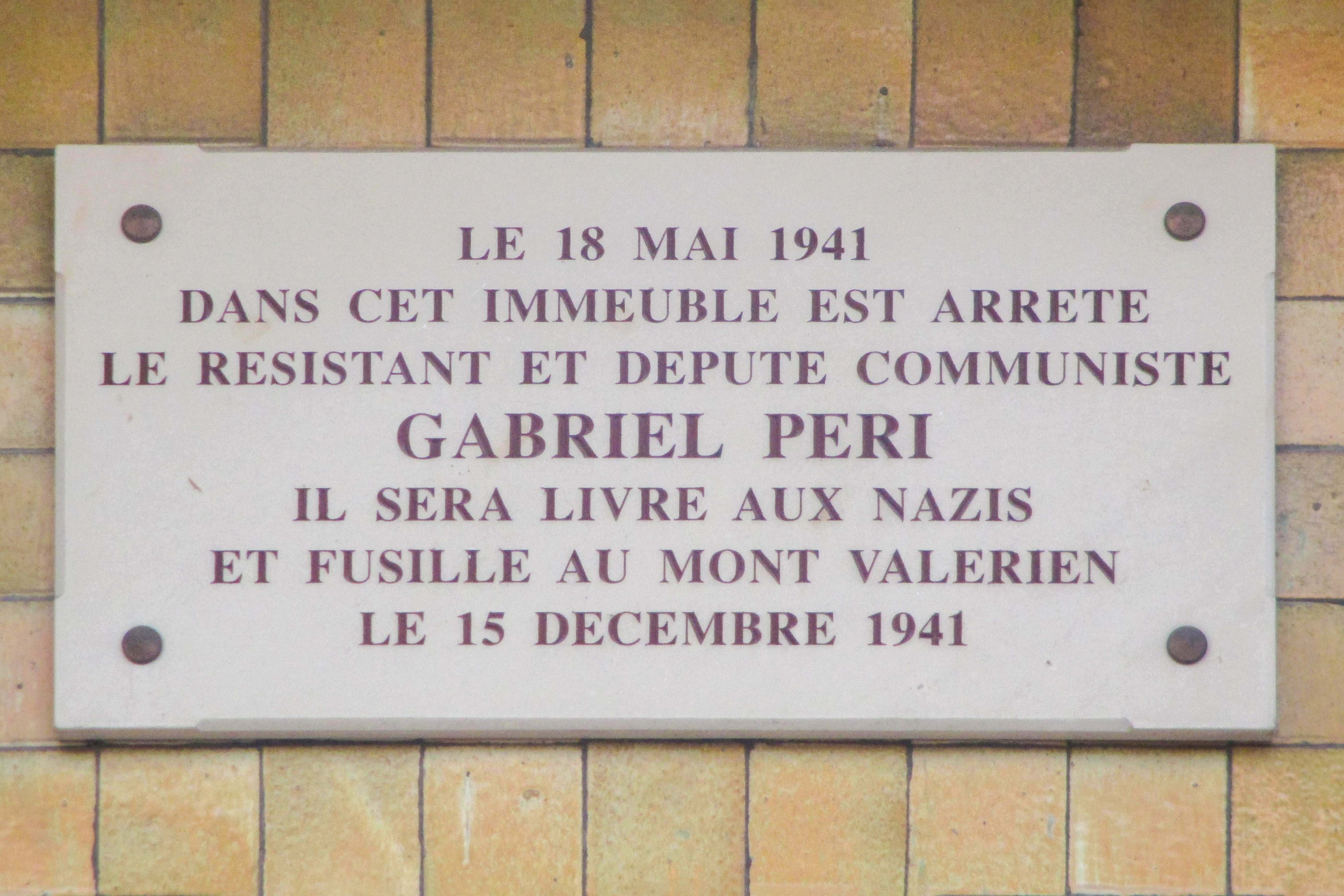
Plaque du 5, place de la Porte-de-Champerret à Paris.

- no 5 : plaque en mémoire de Gabriel Péri qui fut arrêté dans cet immeuble le 18 mai 1941.